# روبرت إتش بيرش
روبرت إتش بيرش (بالإنجليزية: Robert H. Birch)‏ هو مستكشف أمريكي، ولد في 1827 في نيويورك في الولايات المتحدة، وتوفي في 1866 في إقليم أريزونا ‏ في الولايات المتحدة.